# Lygaeus kalmii
Lygaeus kalmii (лат.) — вид клопов, обитающий в Северной и в Южной Америке. Длина тела 10—12 мм. Голова чёрная, на ней расположено пятно оранжевого либо красного цвета. У нимф надкрылья чёрные, удлиняются со временем. На красной переднеспинке расположены две чёрные диагональные отметины. Стадия нимфы длится около месяца. Питаются в основном нектаром и семенами, однако также могут охотиться и на других насекомых. Зимуют имаго. Естественных врагов мало, так как в теле Lygaeus kalmii концентрируются вещества с плохим вкусом.

## Подвиды
На данный момент известно два подвида:
- Lygaeus kalmii angustomarginatus Parshley, 1919
- Lygaeus kalmii kalmii Stål, 1874

## Можно спутать

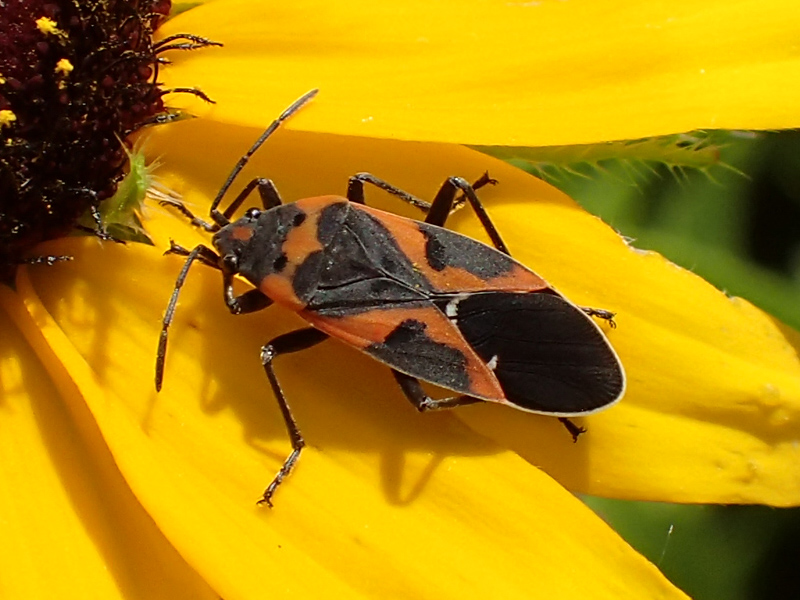
Lygaeus kalmii
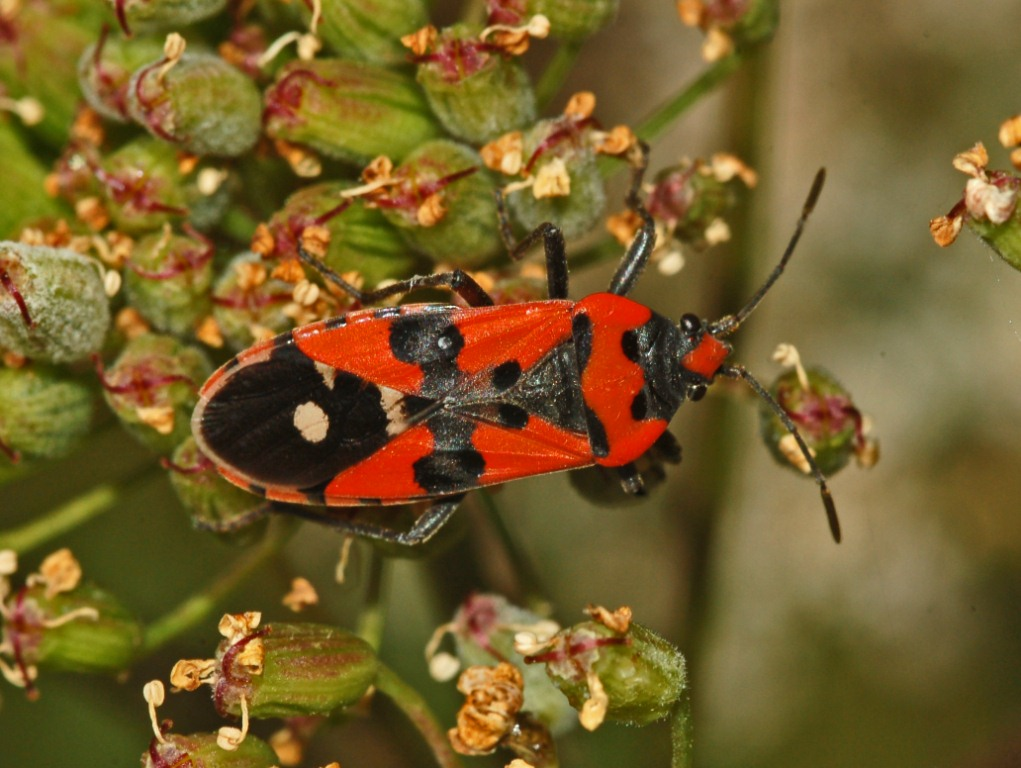
Lygaeus equestris